# Pan Iniemamocny
Robert "Bob" Parr (Pan  Iniemamocny) (ang. Mr. Incredible) – fikcyjna postać (superbohater) z filmu Iniemamocni.
Jego mocą jest nadludzka siła. Jego najlepszy przyjaciel Lucjan Best (Mrożon) też jest superbohaterem. Wraz z żoną Helen Parr (Elastyna) ma trójkę dzieci: Wiolę, Maksa i Jack Jacka.

## Historia postaci

### W filmie
Piętnaście lat przed właściwą akcją filmu superbohaterom nakazano porzucić swoją szkodliwą działalność. Bob znalazł pracę w  przedsiębiorstwie ubezpieczeniowym (Insuricare). Jednak jego przełożony – Gilbert Huph wkrótce zwolnił go za pomaganie klientom w omijaniu pułapek w umowach.
Po powrocie do domu znalazł elektroniczną przesyłkę. Była to propozycja od tajemniczej kobiety o imieniu Mirage by pracował dla niej jako superbohater. Jego zadaniem jest zniszczenie Omnidroida – robota bojowego. Bob przyjmuje ofertę. Okłamuje Helen, że wyjeżdża na delegację.
Bob niszczy robota i dostaje obiecaną zapłatę. Kupuje żonie prezent – nowy samochód (sobie także). Udaje się do Edny Mode by załatała mu jego kostium, ta jednak szyje mu nowy strój. Po tym otrzymuje kolejne zlecenie. W sali narad dopada go kolejny robot i Bob poznaje swego pracodawcę – Syndroma. Jest to chłopiec, który piętnaście lat temu chciał się do niego przyłączyć, ale Bob mu odmówił. Teraz pała żądzą zemsty. Bobowi udaje się jednak uciec.
Później Bob włamuje się do bazy i tajnego pomieszczenia za ścianą z lawy. Jest to gabinet Syndroma. W jego komputerze głównym znajduje plik zatytułowany "Superbohaterowie", jest to lista zabitych przez Syndroma i jego roboty superbohaterów (prawdopodobnie rodzina Iniemamocnych i Mrożon jako jedyni przetrwali). Jego żona Helen namierza Pana Iniemamocnego za pomocą nadajnika Edny. W bazie włącza się alarm, Bob zostaje unieruchomiony, następnie przyłapany i pojmany. Syndrom więzi go w bazie.
Protagonista jest załamany po (rzekomej) śmierci Helen i dzieci. Dopiero Mirage informuje go że rodzina przeżyła. Z radości przytulą ją, na czym przyłapuje go Helen. Nie wierzy w wyjaśnienia Boba, jednak przerywa im alarm o intruzach (dzieciach) w dżungli.
Odnajdują się z dziećmi i razem przejmują kontrolę na wyspie. Powstrzymuje ich jednak Syndrom z pomocą swej antymateri i więzi w bazie. Dzięki Wioli uciekają i lecą do Metroville. W mieście walczą z robotem. Violet zdobywa pilota od Omnidroida i dzięki temu Bob niszczy robota jego własną macką.
W domu spotykają Syndroma który porwał Jack-Jacka, powstrzymują go jednak. Bob rzuca w jego samolot swoim samochodem i prawdopodobnie zabija go.

### Wydarzenia po filmie

#### WRise Underminer
W tej grze wideo, Pan Iniemamocny każe rodzinie, by ewakuować miasto. Iniemamocni muszą walczyć z  robotami wysłanymi przez Szpadla. Iniemamocny i Mrożon udają się do podziemia, gdzie napotykają jeszcze więcej robotów. Gdy już dostają się do głównej siedziby szpadla, uzyskują dostęp do jego komputera, gdzie znajdą szczegółowy plan inwazji. Gdy już udaje się im zniszczyć wszystkie roboty, stają do walki ze Szpadlem, który w wyniku własnego błędu doprowadza do eksplozji, w której ginie. Rodzinie Iniemamocnych i Mrożonowi udaje się uciec.

#### WHoliday Heroes
W krótkim komediowym filmie ,The Incredibles in Holiday Heroes rodzina wybiera się na wakacje, na Toki, ale kiedy wulkan na wyspie wybucha, rodzina początkowo chce interweniować; Helen i Maks próbują zalać lawę wodą (Helen przekształciła się w miskę do wody), jednak bezskutecznie. Maks ratuje Lucjana (który rozpaczliwie próbuje zamrozić lawę), ale szybko odwadnia się od gorąca. Epizod zmusza rodzinę, by jechać na wakacje gdzie indziej.

#### WA Magic Kingdom Adventure
Rodzina Iniemamocnych wybrała się na paradę do Disneylandu (postacie zostały zagrane przez prawdziwych aktorów). W czasie rejsu w dżungli, Bob próbuje schwytać krokodyla, który zaatakował ich łódź, jednak Helen tłumaczy mu że była to animacja. Rodzina Parrów odwiedza także inne atrakcje. Później, gdy Iniemamocny jedzie pociągiem do sztucznej kopalni, próbuje powstrzymać pociąg przed wykolejeniem, Helen tłumaczy mu że wykolejenie pociągu było wyreżyserowane. Bob jest wstrząśnięty, kiedy dowiaduje się, że kopia robota Syndroma pojmała Myszkę Mickey i Minnie i wzięła ich za zakładników. Kontaktuje się z Mrożonem i wspólnie przeszukują park rozrywki. Na sztucznej wyspie Piratów z Karaibów, Bob uwalnia animację piratów, ale robot Syndroma później przeprogramuje piratów tak, by zaatakowały rodzinę Parr. Gdy robot Syndroma zostaje zamrożony, Mickey i Minnie zostają uwolnieni przez Boba. Rodzina Parr udaje się do Zaczarowanego Pokoju Tiki.

## Moce
Najważniejszą mocą Pana Iniemamocnego jest niewątpliwie jego nadludzka siła. W filmie widzimy, że bez problemu np. wyrywa drzewa, podnosi wagony kolejowe. Jego siła też daje mu nadludzką szybkość, ponieważ może on poruszać się znacznie szybciej niż normalny człowiek. Jest też bardzo zwinny jak na człowieka jego wielkości. Jednak ani szybkością ani zwinnością nie dorównuje swojemu synowi – Maksowi.
Następna bardzo znacząca mocą jest wytrzymałość. Bob może stawić czoło fizycznym urazom np. bezpośrednie uderzenie pociągu czy przebicie się przez ścianę z cegieł.
Jego trzecią mocą jest bardzo wyostrzony słuch. Ta moc jest widoczna, kiedy Bomb Voyage włamuje się do sejfu. Bob słyszy ciche pikanie przez grubą ścianę.
Pan Iniemamocny nie okazuje słabości, choć można do nich zaliczyć jego pragnienie sławy.
W bazie danych Operacji Kronos, Panu Iniemamocnemu nadano średnią 9.1, najwyższą z wszystkich pozostałych superbohaterów.

## Osobowość
Pan Iniemamocny jest bardzo inteligentny, ale zbyt łatwowierny i pragnący sławy, co powoduje, że łatwo nim manipulować. To właśnie jego dążenie do sławy jest kluczowym elementem historii w filmie i powodem kłopotów rodziny Parr. W niektórych momentach akcji filmu Bob zachowuje się jak małe dziecko (w akcie złości dewastuje swój samochód). Jednakże bardzo zależy mu na rodzinie – "Nie mogę was znów stracić! Nie mogę. Nie znów. Nie jestem … jestem za słaby."

## Wygląd
Bob jest wyjątkowo wysoki, z masywnymi ramionami. 15 lat przed filmem był szczupłym człowiekiem, ale do właściwej akcji filmu  "zyskał kilka kilogramów" (przez swą otyłość nie mógł przecisnąć się przez kapsułę w której został spuszczony na wyspę). Ma blond włosy i niebieskie oczy.

## Incredibile
Samochód The Incredibile (Pana Iniemamocnego) jest zaopatrzony w różne urządzenia i lokalizatory, które umożliwiają wiele funkcji nie dostępnych w zwykłych samochodach np. unoszenie się ponad ziemią albo jazda po powierzchni wody. Sylwetka nowszej wersji Incredibile dla całej rodziny jest widoczna w napisach końcowych.

## Aktorzy
| język                         | odtwórca                |
| ----------------------------- | ----------------------- |
| polski                        | Piotr Fronczewski       |
| angielski                     | Craig T. Nelson         |
| hiszpański (Ameryka Łacińska) | Victor Trujillo         |
| fiński                        | Sasu Moilanen           |
| hiszpański (Hiszpania)        | José Antonio Ceinos     |
| niemiecki                     | Markus-Maria Profitlich |
| francuski                     | Marc Alfos              |
| francuski (Kanada)            | Benoit Rousseau         |
| grecki                        | Demetres Starovas       |
| węgierski                     | Csuja Imre              |
| włoski                        | Adalberto Maria Merli   |
| portugalski (Brazylia)        | Márcio Seixas           |
| szwedzki                      | Allan Svensson          |
| hindi                         | Shah Rukh Khan          |
| język kantoński               | Francis Ng              |
| japoński                      | Tomokazu Miura          |

- W A Magic Kingdom Adventure Bob został zagrany przez Igora Sinyutin

Źródło:Na podstawie filmu i dodatków DVD 